# Heteromys australis
Espèce
Synonymes
- Heteromys consicus Goldman, 1913
- Heteromys lomitensis Allen, 1912
- Heteromys pacificus Pearson, 1939

Statut de conservation UICN

 LC  : Préoccupation mineure
Heteromys australis est une espèce de Rongeurs de la famille des Heteromyidae qui regroupe les souris kangourou d'Amérique. Ce petit mammifère fait partie des Souris épineuses à poches, c'est-à-dire à larges abajoues. Il est présent en Colombie, Équateur, Panama et Venezuela.
L'espèce a été décrite pour la première fois en 1901 par le zoologiste anglais Michael Rogers Oldfield Thomas (1858-1929).

## Liste des sous-espèces
Selon Mammal Species of the World (version 3, 2005)  (21 nov. 2012) :
- sous-espèce Heteromys australis australis
- sous-espèce Heteromys australis conscius
- sous-espèce Heteromys australis pacificus